# 武佐宿

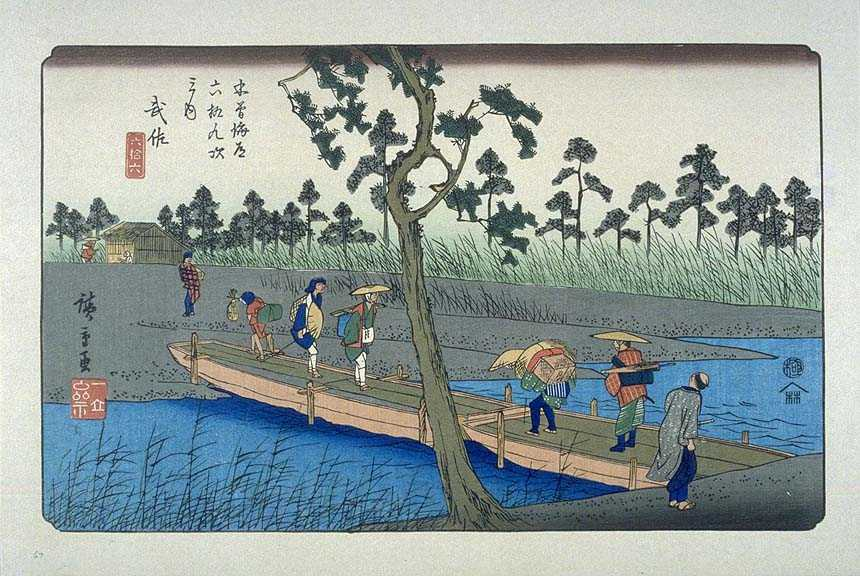
木曽海道六十九次 武佐（歌川広重画）

武佐宿（むさしゅく、むさじゅく）は、近江国蒲生郡にあった中山道の66番目の宿場で、現在は滋賀県近江八幡市。

## 特徴
天保14年（1843年）の『中山道宿村大概帳』によれば、武佐宿の宿内家数は183軒、うち本陣1軒、脇本陣1軒、旅籠23軒で宿内人口は537人であった。

## 最寄り駅
- 近江鉄道八日市線 武佐駅

## 史跡・みどころ
- 牟佐神社
- 平尾家役人宅
- 脇本陣跡
- 旧八幡警察署 武佐分署庁舎
- 大橋家（商家・役人宅）
- 旅籠中村屋（築200年の屋敷が残っていたが、2010年12月10日に全焼）
- 本陣跡
- 石造道標 「いせ 水口 ひの 八日市 道」 文政四年(1821)建立

武佐宿までの史跡・みどころ
- 八幡社（高札所跡）
- 鏡の宿
  - 旅籠 亀屋跡・吉野家跡・桝屋跡
  - 源義経宿泊の館跡
  - 本陣跡
  - 鏡神社（本殿等が国の重要文化財）
  - 源義経元服之池
  - 道の駅竜王かがみの里
- 銅鐸博物館（野洲市立歴史民俗資料館） - 野洲市で出土した銅鐸および野洲の歴史と民俗を展示する。入館料 大人 200円。
- 弥生の森歴史公園
- 桜生（さくらばさま）史跡公園 - 大岩山古墳群（国の史跡）の古墳のうち3基が公園として整備されている。入園無料。
- 三上山
- 外和木の標（朝鮮人街道合流点）
- 行合ふれあい広場（背くらべ地蔵がある）
- 蓮照寺（中山道石碑がある）

## 隣の宿
中山道
愛知川宿 - 武佐宿 - 守山宿